# シガール (エノー伯)
シガール（Sigard, ? - 920年?）は、リエージュ伯およびエノー伯（在位：898年 - 920年?）。

## 生涯
シガールは、902年10月9日に東フランク王ルートヴィヒ4世が発行した文書においてリューティヒガウ伯として言及されている。908年1月18日にルートヴィヒ4世が発行した別の文書では、シガールはエノー伯とされている。
シガールがいつエノー伯に任ぜられたかは不明であるが、レニエ1世がロタリンギア王ツヴェンティボルトにより追放された898年であると考えられている。シガールの没年も不明である。